# Toponimi latini dei comuni della provincia di Pistoia
Questo elenco comprende i toponimi latini dei comuni della provincia di Pistoia effettivamente usati in epoca classica, medievale e moderna.

## Elenco
| Endonimo italiano      | Toponimo latino principale    | Varianti                                                                       | Antropotoponimo (nome degli abitanti)  | Note                                                         |
| ---------------------- | ----------------------------- | ------------------------------------------------------------------------------ | -------------------------------------- | ------------------------------------------------------------ |
| Pistoia                | Pistorium -ii                 | Pistoria -ae, Pistoriae -arum, Pisturiae -arum                                 | Pistorienses                           | Vedi anche: Storia di Pistoia, Significa "forno per il pane" |
| Abetone                | Abies Magna                   | Boscus Longus et Serra Bassa                                                   | Abietienses                            |                                                              |
| Agliana                | Hellana -ae                   | Helliana, Alliana, Eleana, ad Hellana Mansio, Statio Hellana, Aliana, Allianum | Hellanenses, Allianenses               |                                                              |
| Buggiano               | Boianum -i                    | Boyanum, Buianum, Bojanum                                                      | Boianenses                             |                                                              |
| Chiesina Uzzanese      | Ecclesiola Uzanensis          |                                                                                | Ecclesiolenses                         |                                                              |
| Cutigliano             | Cutilianum -i e Catilianum -i | Catinianum, Acutilianum, Catilineum                                            | Cutilianenses                          |                                                              |
| Lamporecchio           | Lamporeclum -i                | Lamporechium                                                                   | Lamporeclani, Lamporeclenses           |                                                              |
| Larciano               | Larcianum -i                  | Lercianum, Lartianum, Laertianum                                               | Larcianenses                           |                                                              |
| Marliana               | Marliana -ae                  | Mariliana                                                                      | Marlianenses                           |                                                              |
| Massa e Cozzile        | Massa et Cozzilis             | Massa Vallis Nebulae, Massa Boianensis, / Cozzilis                             | Massenses, Cozzilenses                 |                                                              |
| Monsummano Terme       | Mons Summanus                 |                                                                                | Monsummanenses                         |                                                              |
| Montale                | Castrum Montalis              | Villianum, Viglianus Montalis                                                  | Montalenses, Montalini                 |                                                              |
| Montecatini Terme      | Balneum-i                     | Balnea Montis Catini, Corsena, Montecatinus                                    | Monscatinenses                         |                                                              |
| Pescia                 | Piscia -ae                    | Priscia, Pisca, Paissa, Martis Fanum                                           | Piscienses                             |                                                              |
| Pieve a Nievole        | Plebs de Neure                | Plebs Sancti Petri de Neure, Plebs ad Nebulam                                  | Plebani                                |                                                              |
| Piteglio               | Pitellium -i                  |                                                                                | Pitelliani, Pitellienses               |                                                              |
| Ponte Buggianese       | Pons Boianensis               | Pons Bojanensis, Pons Bujanensis                                               | Boianenses Pontici, Boianenses Pontani |                                                              |
| Quarrata               | Quarrata -ae                  | Quarata, Quarata Titianensis, Quadrata                                         | Quarratini, Quarratenses               |                                                              |
| Sambuca Pistoiese      | Castrum Sambuchonis           | Sambuca, Sambucha, Sambucha Pistoriensium                                      | Sambuchones                            |                                                              |
| San Marcello Pistoiese | Fanum Sancti Marcelli         | Marcellus, Fanum Sancti Marcelli Pistoriensium                                 | Marcellenses, Marcellopolitani         |                                                              |
| Serravalle Pistoiese   | Castrum Serravallis           | Seravallis                                                                     | Serravallini, Serravallenses           |                                                              |
| Uzzano                 | Uzanum -i                     | Castrum Uzani, Uthanum, Audianus                                               | Uzanenses                              |                                                              |